# 井上マー
井上 マー (いのうえマー、本名:井上 雅史〈いのうえ まさし〉、1976年2月8日 - )は、日本のお笑い芸人。吉本興業所属。栃木県宇都宮市出身。実況やスタジアムDJなど、サッカー関連でも活動。

## 略歴
実家は日本酒「澤姫」などの製造販売を行っている井上清吉商店で、三代目社長・杜氏の井上裕史は実兄。
栃木県立宇都宮東高等学校から明治大学商学部へ進学。大学在学中に渋谷公園通り劇場でデビュー。当時はコンビで活動していたが、解散。芸名を「井上マー」に変え、ピン芸人として活動。
2005年にR-1ぐらんぷりで準優勝、笑いの金メダルで優勝、クイズ!ヘキサゴンのピン芸人大会で優勝、2008年度の爆笑オンエアバトルチャンピオン大会でセミファイナルに進出した。
2008年4月より、新ネタ、オリジナルソング、ゲストトークなどを展開するライブ「月例報告会」を劇場バイタスにて月1回公演。
2009年4月に尾崎豊バンド「井上マーBAND」を結成しボーカルを務める。8月にはSUMMER SONIC 09に出演した。
2016年2月7日に単独ライブ「井上マー芸能生活20周年記念大単独公演『自作自演ショー』」を開催。
地元栃木県の観光大使「とちぎ未来大使」を務める。

### サッカー関連
栃木SCのサポーターであり、スタジアム観戦もしている。2012年には栃木SCのイベント司会をし、日光アイスバックスや南葛SCのスタジアムDJを務める。
2014年4月より、ロック総統らとグループ「錦糸町フットボール義勇軍」を結成し、「ライト曹長」の肩書きでポッドキャスト番組の配信を開始。同グループで書籍『KFG蹴球文化論 (壱) 革命蜂起編 / (弐) 革命奮起編』(impression)を刊行し、第4回サッカー本大賞優秀作品に選出される。
2018年より、スポーツデータマーケティングを手がける「Lifepicture」代表の佐藤祐一（ノーミルク佐藤）とともにサッカー関連のYouTubeチャンネル「ミルアカ」(ミルクサッカーアカデミー)を開始。また同年からDAZNでJ3リーグの実況を担当している。
2019年3月21日に放送された『アメトーーク!』の本田圭佑をテーマとした企画「生きる伝説!! ケイスケホンダ芸人」に出演し、本田とプライベートで交流があることを話した。また、本田のファンミーティングの司会を務めている。

## 芸風
主に漫談、ギターネタ、ショートコント。代表的なネタは尾崎豊のパロディコント。ネタの内容はダメージジーンズと綻びたジャケットにマイクを持って、泣きながらふらつきながらいろんな物を自由を奪われている人に例える。また、ギター弾き語りによる自作のラブソング（「曖昧なラブソング」、「現実的なラブソング」など）といったネタも披露する。物真似のレパートリーには、他に徳永英明、Mr.Childrenなどがある。

## 騒動
2012年5月8日、ネット掲示板の2ちゃんねるに「井上マーが2ちゃんねるの有名なコピペを自分のネタとして披露している」という主旨のスレッドが立てられたことから井上が炎上するという騒動が起きた。このスレッドは、フジテレビがYoutubeにアップロードした人志松本のすべらない話の井上の動画に出てくる井上の祖父のクリームパンについての小話が、2ちゃんねるの有名なコピペからの盗用だと主張していた。しかし事実は逆で、井上の持ちネタを誰かが2ちゃんねるに転載したものがコピペとして広まっていたものであった。
2012年6月4日、2ちゃんねるは、該当するスレッド等をまとめて無断転載していた「まとめブログ」のうち5つのサイト（『やらおん!』、『ハムスター速報』、『はちま起稿』、『オレ的ゲーム速報＠刃』および『ニュー速VIPブログ』）に対して著作物の利用を禁止する警告文を掲載した。これを報じたLivedoor ニュースの記事は、多数のまとめサイトのうちこの5つが名指しされた理由として、捏造や中傷を放置して適切な訂正や謝罪を行っていないことを指摘し、その実例として虚報によって井上マーを炎上させた件を挙げた。後にまとめブログ全般は2ちゃんねるの転載を全面的に禁止された。

## 出演

### 現在
- 宇都宮市市政番組「教えてイイトコうつのみや」（2019年4月 - 、とちぎテレビ）[1][16]
- MILKサッカーアカデミー - YouTubeチャンネル (2018年 -） - 共同運営
- Jリーグ中継（DAZN、J3リーグ実況担当） - 本名の「井上雅史」名義で出演

### 過去の出演
- 爆笑オンエアバトル（NHK総合）戦績10勝1敗  最高501KB
  - 2005年度は4勝し、年間ランキング20位に入った。同じく20位に入ったパンクブーブーより最高KBが低かった為、チャンピオン大会に出場できなかった[17]。2008年度はオーバー500を記録するなど高得点を獲得し、チャンピオン大会に進出した。
  - 番組初挑戦から尾崎豊のネタで挑戦し、4連勝を記録したが、2006年6月16日放送回で初のオフエア。2008年5月15日放送回で501KBを記録。この回以降は尾崎豊のネタは行わず、色々なキャラクターを演じるコントを披露するようになる。また、オンエア10回中1度も400KB以下を記録した事はなく、唯一のオフエア回も389KBだった。
  - 第11回チャンピオン大会でセミファイナルに進出。
- エンタの神様（日本テレビ）キャッチコピーは「支配からの卒業生」→「磨ぎかけのフォークシンガー」
- LOVE&LIVE D-ステーション（新潟放送ラジオ、2000年）中継レポーター
- 知ってる?24時。（ニッポン放送、2005年5月23日 - 2005年5月26日）
- プリティガレッジ（日本テレビ）
- 上方演芸ホール（NHK大阪放送局）
- 笑いの金メダル（朝日放送）
- キャナガワ（テレビ神奈川）
- 浜ちゃんと!（日本テレビ）
- ワンナイR&R（フジテレビ）
- ダウンタウンのガキの使いやあらへんで!!（日本テレビ） フットボールアワー・2丁拳銃・カラテカとともにドッキリ企画で出演
- 天才てれびくんMAX（NHK教育、2006年4月 - 2007年3月）- ハッピー!木曜の司会
- 天才てれびくんMAX（NHK教育、2006年4月 - 2009年3月）- 紙フトタッチダウンの審判
- あらびき団（TBSテレビ）
- クイズ!ヘキサゴンII（フジテレビ）
- 行列のできる法律相談所（日本テレビ）
- 新春ゴールデンピンクカーペット（フジテレビ）
- ショーバト!（日本テレビ）
- TOCHIGI FIGHTING!!SC一枚岩（とちぎテレビ）準レギュラー。U字工事欠席時の代理MCを担当
- 地球の果てからお家に帰ろう（テレビ東京、2014年5月）
- 雨上がり決死隊のトーク番組　アメトーーク‼（朝日放送）
- オールスター感謝祭（TBS）
- RBZ（エフエム栃木）番組DJ
- BASQ FM（エフエム栃木）番組DJ
- 宇都宮市市政番組（とちぎテレビ）[18]
  - 井上マーの教えてイイトコ宇都宮 2015年4月～2017年3月、冠番組
  - 教えてイイトコUTSUNOMIYA 2017年4月～2019年3月、ナレーター

## 舞台
- 井上マーライブ「月例報告会」
- ルミネtheよしもと
- AGE AGE LIVE
- よしもと浅草花月
- 神保町花月

### これまでの芝居公演
- 「MOMO-TARO」
- 「僕を忘れて（主演）」
- 「8848」
- 「お正月公演『劇団ファイト』」（ゲスト出演）
- 「ヒロイック・シンドローム」（主演）
- 「Lady in the box」
- 「アグレッシブ6」（主演）
- 「オーディション」

## 著書
- 魂のシャウト (2006年6月9日、ワニブックス)